# 普塔霍特普·杰菲
普塔霍特普·杰菲，也被称为普塔霍特普二世，是一位古埃及官员，他生活在埃及第五王朝末期，这一时期属于法老杰德卡拉和乌尼斯的统治时期。他在宫廷中的官职是维齐尔，这表明他是宫廷中仅次于法老的最高官员。普塔霍特普的第二名字是杰菲，这是因为他来自一个显赫的家庭。他的父亲是维齐尔阿赫霍特普，他的祖父是维齐尔普塔霍特普一世。普塔霍特普主要因其位于萨卡拉的马斯塔巴而闻名，这个陵墓是为他和他的父亲阿赫霍特普建造的。